# Ángela Abós Ballarín
Ángela Abós Ballarín (Benasque, Provincia de Huesca, 1 de octubre de 1934-Jaca, 16 de julio de 2022) fue una política, escritora y profesora española.

## Biografía
Licenciada en filología románica por la Universidad de Salamanca (1956), ejerció como profesora de Lengua y Literatura en centros de la ciudad de Jaca (Centro Politécnico, INBAD e Instituto de Bachillerato) desde 1962 hasta 1983, momento en que pasó a ocupar cargos de responsabilidad en la administración educativa. 

### Vida política
Militante del PSOE, fue la única mujer diputada en las Cortes Constituyentes de Aragón; ocupó el cargo de directora provincial del Ministerio de Educación en Huesca (1983-1986) y de subdirectora general-jefe del Servicio de Inspección Técnica del MEC (1987-1989). Fue concejala del Ayuntamiento de Jaca desde 1991 hasta junio de 1994, consejera de Educación y Cultura (1994-1995) del Gobierno de Aragón presidido por José Marco y propuesta por este para ser presidenta del Gobierno de Aragón. 
Diputada en las Cortes de Aragón en las legislaturas tercera y cuarta, fue portavoz del grupo socialista en la Comisión de Educación (1995-1999) y representante de las Cortes en el Consejo Social de la Universidad de Zaragoza, cuya Comisión de Relaciones Sociales presidió. En diciembre de 1999, el Ejecutivo aragonés la nombró presidenta del Consejo Social de la Universidad de Zaragoza.